# مارك موريس
مارك موريس (بالإنجليزية: Mark Morris)‏ (1 أغسطس 1968 تشستر المملكة المتحدة - ) هو لاعب كرة قدم بريطاني يلعب كحارس مرمى.